# أفيزي
أفيزي، (بالإنجليزية: Avise)، (الإيطالية:Oveuzo)، هي بلدة و(بلدية) في منطقة وادي أوستا، في شمال غرب إيطاليا.

## السكان
تطور النمو السكاني لـ أفيزي